# Laguna Grande, Zacatecas
Laguna Grande är en ort i Mexiko.   Den ligger i kommunen Atolinga och delstaten Zacatecas, i den centrala delen av landet, 500 km nordväst om huvudstaden Mexico City. Laguna Grande ligger 2 184 meter över havet och antalet invånare är 204.
Terrängen runt Laguna Grande är platt åt nordväst, men åt sydost är den kuperad. Runt Laguna Grande är det ganska glesbefolkat, med 29 invånare per kvadratkilometer. Närmaste större samhälle är Tlaltenango de Sánchez Román, 15,1 km öster om Laguna Grande. I omgivningarna runt Laguna Grande växer huvudsakligen savannskog.